# Ваља Маре (Иванешти)
Ваља Маре (рум. Valea Mare) насеље је у Румунији у округу Васлуј у општини Иванешти. Oпштина се налази на надморској висини од 166 m.

## Становништво
Према подацима из 2011. године у насељу је живело 458 становника.